# Olympische Sommerspiele 1972/Teilnehmer (Algerien)
| Gelbes Symbol für Goldmedaillen mit stilisierten Olympischen Ringen | Graues Symbol für Silbermedaillen mit stilisierten Olympischen Ringen | Braundes Symbol für Bronzemedaillen mit stilisierten Olympischen Ringen |
| ------------------------------------------------------------------- | --------------------------------------------------------------------- | ----------------------------------------------------------------------- |
| —                                                                   | —                                                                     | —                                                                       |

Algerien nahm an den Olympischen Sommerspielen 1972 in München mit einer Delegation von fünf Sportlern (allesamt Männer) teil. Diese traten in zwei Sportarten bei fünf Wettbewerben an. Der Leichtathlet Azzedine Azzouzi wurde als Fahnenträger zur Eröffnungsfeier ausgewählt.

## Teilnehmer nach Sportarten

### Boxen
- Loucif Hamani
Halbmittelgewicht: 5. Platz

### Leichtathletik
- Azzedine Azzouzi
800 m: Halbfinale
1500 m: Vorlauf

- Mohamed Sid Ali Djouadi
800 m: Vorlauf

- Mohamed Kacemi
1500 m: Vorlauf

- Boualem Rahoui
5000 m: Vorlauf
3000 m Hindernis: Vorlauf